# Heliotropium kaserunense
Heliotropium kaserunense är en strävbladig växtart som beskrevs av Joseph Friedrich Nicolaus Bornmüller. Heliotropium kaserunense ingår i Heliotropsläktet som ingår i familjen strävbladiga växter. Inga underarter finns listade i Catalogue of Life.